# Guidan Amoumoune
Guidan Amoumoune est une localité et une commune rurale du Niger, département de Mayahi, région de Maradi.

## Géographie
La localité de Guidan Amoumoune est située à 52 km au nord-ouest du chef-lieu départemental Mayahi.
|         | Bader Goula      | Tagriss   |
| Kornaka | Guidan Amoumoune | Tchaké    |
| Maïyara | Attantané        | Attantané |

## Histoire
La commune rurale de Guidan Amoumoune instaurée en 2002, est issue du canton de Mayahi.

## Population
Lors du recensement général de 2012, la population communale est relevée à 88 199 habitants, dont 703 habitants pour la localité chef-lieu communal.

## Localités
La commune s'étend sur 66 villages, 123 hameaux et 14 camps au nord-ouest du département de Mayahi.

## Services et infrastructures
- Centre de Santé Intégré (CSI) à Guidan Amoumoune, Baja Kouykouyo, Dan Koullou, Guidan Wari et Mafarawa[5].
- Collège d'enseignement général (CEG) à Guidan Amoumoune.
- Centre de formation des métiers (CFM) à Guidan Amoumoune.